# 박영희 (성우)
박영희(朴永姬, 1959년 11월 27일 ~ )는 대한민국의 여자 성우이다. 1982년 MBC 8기 공채 성우로 입사했다.

## 주요 출연작

### 애니메이션
- 강아지 천사 찰리 (MBC) - 샤샤
- 개미 (MBC) - 발라 공주 (샤론 스톤)
- 그녀는 매직걸 (애니맥스) - 마야미 아유미
- 금발의 제니 (MBC)
- 꼬마공룡 딩크 (SBS) - 엠버
- 꼬마마법사 레미 (MBC) - 도레미
- 꼬마마법사 레미 샵 (MBC, 투니버스) - 도레미
- 꼬마마법사 레미 포르테 (MBC, 투니버스) - 도레미
- 꿈돌이 (MBC) - 훌라요정 / 준이
- 끝없는 사랑 (MBC) - 마리 앙투와네트
- 나나의 환상여행 (SBS) - 나나
- 나의 지구를 지켜줘 (투니버스) - 은하수
- 낚시왕 강바다 (MBC) - 마린
- 닥터 슬럼프 (MBC) - 홍단비
- 달려라 부메랑 (SBS) - 유하늘
- 라즈베리 타임즈 (SBS) - 샌디
- 로봇수사대 K 캅스 (MBC) - 세라 / 나리
- 로봇카니발 (애니원)
- 로빈 훗의 모험 (MBC) - 마리안
- 루팡 3세 (투니버스) - 산드라
- 마법기사 레이어스 - 주은빛 / 타트라 공주
- 마스터 키튼 (투니버스) - 플로라
- 마하 고고 (SBS) - 나민지
- 모험왕 걸리버 (MBC) - 미스티
- 미르모 퐁퐁퐁 (SBS) - 채민서
- 바람의 전사 (투니버스)
- 부메랑 파이터 (MBC) - 클리어 수신 / 바닐라 공주 / 정글 러브
- 빨간망토 차차 (SBS) - 마린 / 요요 / 눈송이 선생님 / 흰괭이
- 사랑의 천사 웨딩피치 (투니버스) - 릴리
- 웨딩피치 DX (투니버스) - 릴리
- 세느강의 별 (MBC) - 마리 앙투와네트
- 셰익스피어 명작만화 - 윌리엄 텔의 모험 (SBS) - 하이디
- 소공자 세디 (MBC) - 세디 엄마
- 소년기사 라무 (MBC) - 코코아 공주 / 드럼
- 슈퍼 K (MBC) - 레니
- 스쿠비와 스크래피 두 (투니버스) - 대프니
- 스타오션 EX (투니버스) - 셀린느
- 시간탐험대 (MBC) - 샬랄라 공주
- 신비의 세계 엘하자드 (투니버스) - 룬 비너스 공주
- 아짱 쥬리 (SBS) - 핑키 / 쥬리 엄마
- 알프스의 메아리 (MBC) - 작은 마리아
- 애플시드 (투니버스) - 애플 듀난
- 에스카플로네 (SBS) - 밀레나 공주
- 올림포스 가디언 (SBS) - 레아
- 요술고양이 펠릭스 (SBS) - 캔디
- 요술공주 밍키 (SBS) - 밀리
- 요술소녀 (MBC) - 진혜리
- 우주의 기사 테카맨 (SBS) - 바람검
- 은하철도 999 (MBC) - 백설 엄마 / 매키 / 화란 / 리나/기타등등1인다역(2024년2월1일목요일날오전7시25분보층)
- 은하탐정 케인 (SBS) - 칼리아
- 지옥소녀 (애니맥스) - 하야시 노리코
- 짱이와 깨모 (SBS) - 해설 / 엄마 / 고양이
- 천공전사 젠키 (투니버스) - 주유림
- 천사소녀 새롬이 (MBC) - 새롬이 엄마
- 천지무용 in LOVE (투니버스) - 아치카
- 축구왕 슛돌이 (SBS) - 캐더린 / 안토니 / 장 / 미켈
- 캡틴 테일러 (SBS) - 유리아 / 베티
- 키다리 아저씨 (MBC) - 마고
- 털보 아저씨와 꾸러기들 (MBC) - 마리
- 테니스의 여왕 (MBC) - 오혜리
- 파워 포스 레인저 (SBS) - 테일러
- 프린세스 츄츄 (애니원) - 루
- 피그마리오 (MBC) - 올리에
- 핑키와 브레인 (투니버스)

### 외화

#### 드라마
- 꽃보다 남자 (MBC) - 바이허 (정미대)
- 동양특급 로형사 시즌 1 (MBC) - 멜러니(줄리아 캠벨)
- 말괄량이 마법학교 (SBS) - 헤티 허블
- 맥가이버 (MBC) - 로니
- 미녀와 뱀파이어 (MBC) - 코델리아 (카리스마 카펜터)
- 비벌리힐즈의 아이들 (MBC) - 켈리 (제니 가스)
- 칠협오의 (SBS) - 핑핑 (구우정)
- CSI 마이애미 (MBC) - 엘리나

#### 영화
- 가위손 (MBC) - 킴 (위노나 라이더)
- 거울의 방 (MBC) - 신부
- 결혼 만들기 (MBC)
- 그들만의 리그 (MBC) - 매 (마돈나)
- 그렘린 (SBS) - 케이트 (피비 케이츠)
  - 그렘린 2 (SBS) - 케이트 (피비 케이츠)
- 나 홀로 집에 3 (MBC) - 앨리스 리본즈 (리아 킬스테트)
- 나비효과 (MBC) - 안드레아 (멜로라 월터스)
- 나이트워치 (MBC) - 칼린카 (소피에 고블)
- 남과 여: 20년 후 (SBS) - 프랑수아즈 (에벌린 부아스)
- 낭만풍폭 (MBC) - 글로리아
- 네프 므와 (MBC) - 마틸드 (필리핀 르로이뷔리우)
- 뉴욕의 가을 (MBC) - 샬럿 (위노나 라이더)
- 닌자 거북이 2 (MBC) - 에이프릴 (페이지 터코)
- 다이하드 2 (SBS) - 사만다 (셸리아 매카시)
- 폴리스 아카데미 (MBC)
- 더 길티 (MBC) - 소피 (개브리엘 앤워)
- 도망자 (SBS) - 헬렌 (셀라 워드)
- 동방불패 2 (MBC) - 설천심 (왕조현)
- 동사서독 (MBC) - 완사녀 (양채니)
- 리썰 웨폰 3(MBC) - 리앤(트레이시 울프)
- 링 (MBC) - 아사가와 레이코 (마츠시마 나나코)
  - 링 2 (MBC) - 아사가와 레이코 (마츠시마 나나코)
- 방세옥 2 (SBS) - (곽애명)
- 배트맨 (SBS) - 뉴스 앵커(케이트 하퍼)
  - 배트맨 2 (SBS) -  펭귄의 부하(안나 카타리나)
- 배틀필드 (SBS)
- 베니와 준 (MBC) - 루시 (줄리앤 무어)
- 복제인간의 제국 (MBC) - 엘리자베스 드리스콜 (브룩 애덤스)
- 부귀열차 (SBS) - 아홍
- 분노의 악령 (MBC) - 길리언 (에이미 어빙)
- 브링 잇 온 (MBC) - 코트니 (클레어 크레이머)
- 빅 히트 (SBS) - 게이코 (차이나 초)
- 성룡의 CIA (SBS) - 유키 (야마모토 미라이)
- 세인트 (MBC) - 엠마 러셀 (엘리자베스 슈)
- 소림오조 (SBS) - 홍두 (구숙정)
- 스위치 (MBC) - 마고 (조베스 윌리엄스)
- 스타 워즈 에피소드 4: 새로운 희망 (MBC) - 레아 공주 (캐리 피셔)
  - 스타 워즈 에피소드 5: 제국의 역습 (MBC) - 레아 공주 (캐리 피셔)
  - 스타 워즈 에피소드 6: 제다이의 귀환 (MBC) - 레아 공주 (캐리 피셔)
- 스트리트 파이터 (MBC) - 춘리 (밍나 원)
- 시카고 (MBC) - 록시 하트 (러네이 젤위거)
- 신의 아그네스 (MBC) - 아그네스 (멕 틸리)
- 신투첩영 (MBC) - 샘 (양채니)
- 에이리언 2 (SBS)
- 베토벤 (MBC) - 브리(퍼트리샤 히턴)
- 에이틴 어게인 (SBS) - 로빈의 동생(스테파니 볼드윈)
- 엑스 VS 세버 (MBC) - 세버 (루시 류)
- 엘프 (MBC) - 에밀리 (메리 스틴버건)
- 열화전차 (MBC) - 아희 (양영기)
- 올 더 프리티 호시즈 (MBC) - 알레 한드라 (페넬로페 크루스)
- 원 나잇 스탠드 (MBC) - 미미 (밍나 원)
- 은빛 안장 (MBC) - 마가렛(신지아 몬레알레)
- 음식남녀 2 (MBC) - 매화 (오천련)
- 의천도룡기 (MBC) - 조민 / 은소소 (장민)
- 의혹 (MBC) - 캐롤린 (그레타 스카치)
- 이연걸의 탈출 (MBC) - 조이스 (양채니)
- 인자무적 (MBC) - 마방령
- 정이건의 영웅 (MBC) - 소정 (비비언 수)
- 종횡사해 (MBC) - 셰리 (종초홍)
- 중화영웅 (MBC) - 결유 (양공여)
- 첩혈속집 (SBS) - 모 형사 (모순균)
- 최가박당 (MBC)
- 케이 팩스 (SBS) - 레이첼 (메리 매코맥) / 베티(콘처터 페럴) / 베스(멜라니 머레이)
- 코튼 클럽 (SBS)
- 큰 도둑 작은 도둑 (MBC) - 보니 (앨리 워커)
- 클루리스 (MBC) - 셰어 (얼리샤 실버스톤)
- 탱크 걸 (MBC) - 제트걸 (나오미 왓츠)
- 토이즈 (MBC) - 알세이셔 (조앤 큐잭)
- 투모로우 (MBC) - 루시 홀 박사 (셀라 워드)
- 트렁크 속의 연인들 (MBC) - 에밀리 (얼리샤 실버스톤)
- 파이터 블루 (MBC) - 플로이
- 포스 오브 네이처 (SBS) - 사라 (산드라 블록)
- 할로윈 H20 (MBC) - 몰리 (미셸 윌리엄스)
- 형사 스타크 (MBC) - 로라(웬델 멜드럼)
- 화이트 스콜 (MBC) - 앨리스 (캐럴라인 구돌)
- 후크 (MBC) - 팅커벨 (줄리아 로버츠)
- 흑인 오르페 (MBC) - 에우리디쎄(마르페사 돈)
- 히 러브스 미 (MBC) - 라셀 (이자벨 카레)
- 히트 (MBC) - 샬린 (애슐리 저드)
- 007 뷰 투 어 킬 (MBC) - 스테이시 (타니아 로버츠)
- 007 언리미티드 (MBC) - 존스 박사 (데니즈 리처즈)
- 5번가의 비명 (MBC) - 린다 (조디 포스터)
- 80일간의 세계일주 (MBC) - 모니크 라로슈 (세실 드 프랑스)

### 라디오
- 만화열전 - 마스카 (MBC) - 아사렐라
- 만화열전 - 열혈강호 (MBC) - 시연
- 만화열전 - 레드문 (MBC) - 스트랄라

### 게임
- 용기전승 2 - 루체 류비, 프름 말피유
- 용기전승 플러스 - 뮤
- 포토제닉 - 호조 아야노
- 오! 나의 여신님이여 - 베르단디
- 무인도 이야기 R - 히토미 / 유키미

## 같이 보기
- 문화방송
- 문화방송 성우극회